# Bill Payne (Spieleautor)
Bill Payne ist ein kanadischer Spieleautor, der vor allem durch das von ihm entwickelte Geschicklichkeitsspiel Villa Paletti von 2001 international bekannt wurde. Privat ist Payne Koch und betreibt eine Suppenküche in Kanada.

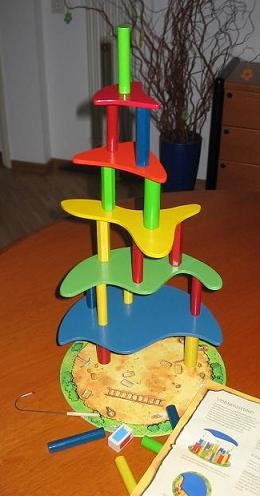
Villa Paletti

Villa Paletti wurde 2002 als Spiel des Jahres ausgezeichnet und erreichte beim Deutschen Spiele Preis 2002 den Platz 4. Nach eigenen Angaben kam Payne die Idee für das Spiel beim Babysitting bei seinem Neffen, der mit Bausteinen spielte. Nach der Fertigstellung des Prototyps nahm Payne über einen Broker und Israel, Abe Mor, und dessen Tochter, Inbar Lushi, Kontakt mit mehreren Spieleverlagen auf. Der deutsche Zoch Verlag brachte das Spiel schließlich 2001 auf den Markt.
Auf der Basis von Villa Paletti entwickelte er zusätzlich eine größere Version des Spiels, den Palazzo Paletti, die auf dem gleichen Spielprinzip aufbaut. Nach eigenen Angaben entwickelte er weitere Prototypen, die bisher jedoch nicht veröffentlicht wurden.

## Auszeichnungen
- Spiel des Jahres
  - Villa Paletti: Spiel des Jahres 2002

## Ludographie
- 2001: Villa Paletti (Zoch)
- 2001: Palazzo Paletti (Zoch)

## Belege
1. 1 2 3  SdJ Re-Reviews #24: Villa Paletti auf opinionatedgamers.com, 7. September 2015; abgerufen am 25. September 2018.